# Forkuševci
Forkuševci – wieś w Chorwacji, w żupanii osijecko-barańskiej, w gminie Viškovci. W 2011 roku liczyła 468 mieszkańców.